# P. F. Chang's China Bistro
O P. F. Chang's China Bistro é uma rede de restaurantes fast casual com sede nos Estados Unidos, fundada em 1993 por Paul Fleming e Philip Chiang, que serve cozinha de fusão asiática. A Centerbridge Partners era proprietária e operava o Chang's até ser adquirida pela empresa de private equity TriArtisan Capital Advisors em 2 de março de 2019. A sede do P. F. Chang's fica em Scottsdale, Arizona.
A rede é especializada em culinária sino-estadunidense, além de outros pratos asiáticos. A P.F. Chang's opera 300 locais em 22 países e aeroportos dos EUA, incluindo locais para viagem da P.F. Chang's To Go.
O nome “P. F. Chang's” é derivado dos nomes de Paul Fleming (P. F.) e Philip Chiang (cujo sobrenome foi simplificado para Chang).

## História

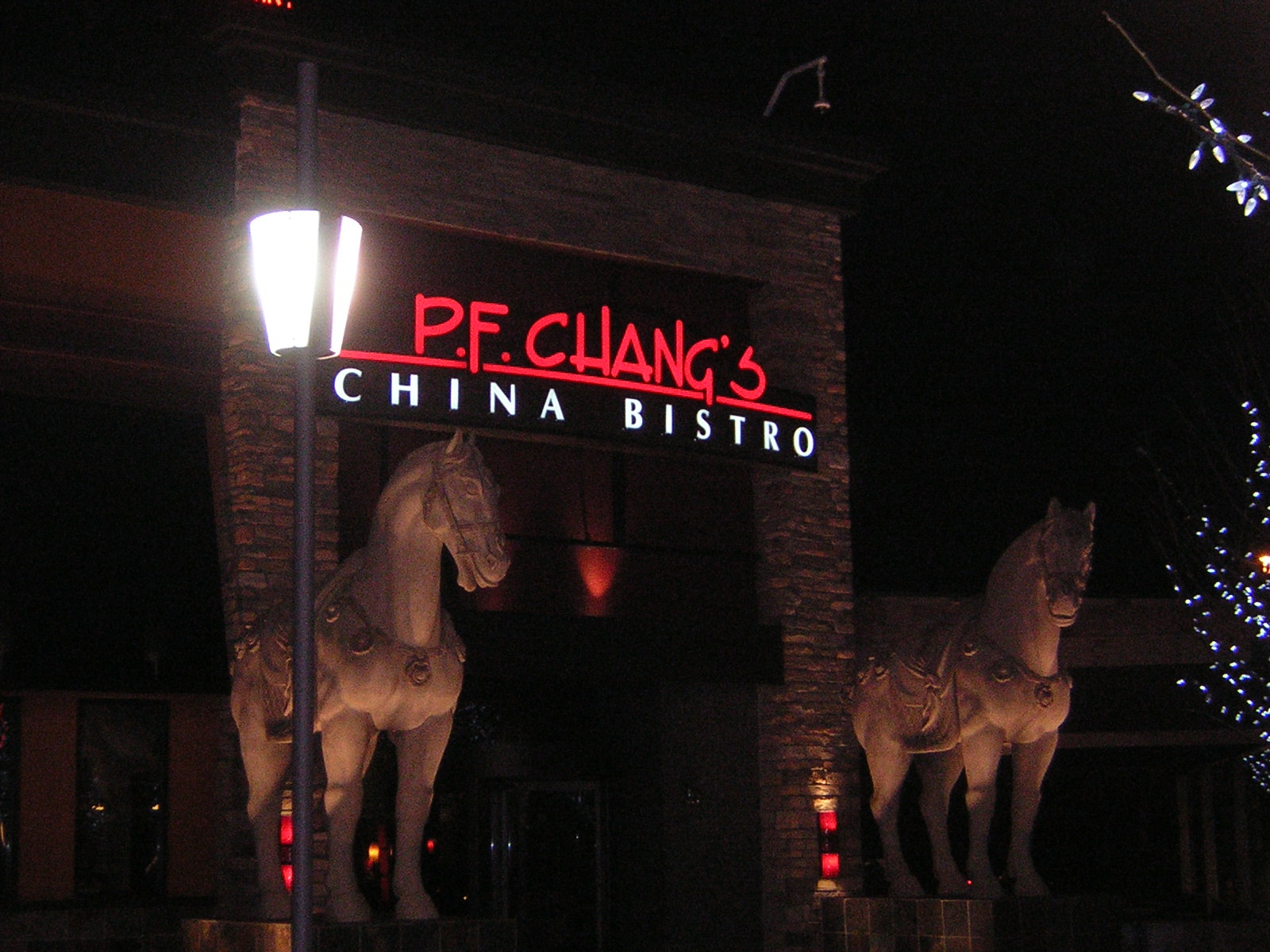
P.F. Chang's China Bistro, Stamford Town Center (agora fechado)

A rede foi fundada em 1993 por Paul Fleming e Philip Chiang, filho da restaurateur Cecilia Chiang. O primeiro restaurante foi aberto no Scottsdale Fashion Square, em Scottsdale, Arizona. Em 1993, a P.F. Chang's China Bistro, Inc. foi formada a partir da aquisição dos quatro restaurantes bistrô originais.
Em 2010, o “P.F. Chang's Home Menu” foi introduzido nos supermercados. A marca representa um grupo de aperitivos e refeições congelados que foram vendidos sob licença pela Unilever.
Em 2012, a Chang's aceitou uma oferta da empresa de investimentos privados Centerbridge Partners em um negócio avaliado em US$ 1,1 bilhão.
A ConAgra Foods, Inc. adquiriu a licença do P.F. Chang's Home Menu da Unilever em agosto de 2012.
Em 2015, a P.F. Chang's entrou com pedido de falência para sua divisão canadense.
Em dezembro de 2017, a Chang's anunciou que abriria um local em Xangai durante a primeira parte de 2018, o primeiro local da Chang's na China.
Em janeiro de 2019, a Chang's anunciou que estava em negociações para ser vendida à TriArtisan Capital Partners e à Paulson & Co. por aproximadamente US$ 700 milhões de seu proprietário anterior, a Centerbridge Partners.
Em janeiro de 2020, a Chang's anunciou que seu primeiro P.F. Chang's To Go, um local somente para viagem, será em Chicago, Illinois. A Chang's obteve mais de US$ 5 milhões em empréstimos para pequenas empresas como parte do Paycheck Protection Program and Health Care Enhancement Act (alívio do coronavírus).

### Reformulação de 2004
Em 15 de março de 2004, a Chang's informou que havia modificado sua contabilidade de parceria, o que resultou em uma reformulação de seus resultados financeiros de anos anteriores. Em 17 de março de 2005, a empresa ajustou sua contabilidade de arrendamentos para se adequar aos princípios contábeis geralmente aceitos nos Estados Unidos. Dessa forma, a administração e o comitê de auditoria determinaram que as demonstrações financeiras consolidadas emitidas anteriormente pela empresa, incluindo as do Relatório Anual da empresa no Formulário 10-K para o ano fiscal encerrado em 28 de dezembro de 2003 e as dos Relatórios Trimestrais da empresa no Formulário 10-Q para os três primeiros trimestres fiscais de 2004, não deveriam mais ser consideradas.

### Violação de cartão de crédito em 2013–14
Em meados de 2014, a P.F. Chang's confirmou que havia ocorrido uma violação direcionada aos cartões de crédito e débito usados em seus restaurantes. A violação foi inicialmente identificada por Brian Krebs, um jornalista de segurança cibernética.

## Cardápio
P.F. Chang's China Bistro, Columbia, Maryland
A rede é especializada em cozinha de fusão asiática. Os itens especiais do cardápio incluem o Chang's Lettuce Wraps, o Chang's Spicy Chicken, o pato-à-pequim e vários tipos de sushi. Vinho, bebidas especiais, cervejas asiáticas, saquê, cappuccino e café expresso estão disponíveis fora das ofertas de bebidas padrão.